# Segunda Categoría de Imbabura 2012
El Campeonato Provincial de Segunda Categoría de Imbabura 2012 será un torneo de fútbol en Ecuador en el cual compiten equipos de la Provincia de Imbabura.

## Equipos por Cantón
| Cantón       | N.º | Equipos                        |
| ------------ | --- | ------------------------------ |
| Antonio Ante | 2   | - 2 de Marzo - Atuntaqui F.C.  |
| Otavalo      | 2   | - 31 de Octubre - Pilahuin Tío |
| Ibarra       | 1   | - Teodoro Gómez                |
| Pimampiro    | 1   | - Afro-Chota Pimampiro         |

## Grupo 1
| Equipo               | Pts | PJ | PG | PE | PP | GF | GC | DG  |
| -------------------- | --- | -- | -- | -- | -- | -- | -- | --- |
| Pilahuin Tío         | 15  | 8  | 4  | 3  | 1  | 31 | 4  | +27 |
| Teodoro Gómez        | 14  | 8  | 4  | 2  | 2  | 29 | 9  | +20 |
| 31 de Octubre        | 13  | 8  | 3  | 4  | 1  | 33 | 9  | +24 |
| 2 de Marzo           | 13  | 8  | 4  | 1  | 3  | 19 | 21 | -2  |
| Atuntaqui F.C.       | 10  | 8  | 3  | 1  | 4  | 13 | 26 | -13 |
| Afro-Chota Pimampiro | 1   | 8  | 0  | 1  | 7  | 5  | 61 | -56 |

|  | Clasificado a los Zonales. |

- Datos: Q6344564